# Sven Åke Svenson
Sven Åke Svenson, född 2 april 1942 i Fjälkinge, Kristianstads län, är en svensk fotograf, målare, tecknare och grafiker.
Han är son till chauffören Edvin Svenson och Vera Zander och var gift 1964–1965 med Mona Iréne Rosén. Svenson arbetade 1958–1962 som fotograf innan han studerade konst för Frans Lundberg i Kristianstad 1962–1964 och vid G Fetcós målarskola 1964–1965 samt vid Berghs reklamskola 1965. Separat ställde han bland annat ut på Bäckaskogs slott i Skåne och tillsammans med Bengt Fredriksson och Bodil Jensen ställde han ut Bökestorp och tillsammans med Thure Dahlström i Olofström samt med Tommy Carlsson i Lönsboda. Hans konst består av landskapsmålningar med motiv hämtade från nordöstra Skåne och Österlen utförda i olja.  